# Пайс, Этторе
Этторе Пайс (итал. Ettore Pais; 27 июля 1856 года, Борго-Сан-Дальмаццо — 28 марта 1939 года, Рим) — итальянский историк-антиковед.

## Биография
Окончил Флорентийский университет. Позднее учился у Теодора Моммзена.
Профессор древней истории в университетах Палермо (в 1886—1889 годах), Пизы (до 1899 года), Неаполя (до 1904 года) и Рима (до 1931 года). Также преподавал в Висконсинском университете в Мадисоне.

## Взгляды
Являлся одним из наиболее последовательных сторонников гиперкритицизма, выступил в конце 90-х годов XIX века с отрицанием достоверности римской традиции, историчности царского и раннереспубликанского периодов (до III века до н. э.) в Риме.
Полагал, что римляне не знали подлинных истинных преданий, родовых летописей; ранняя римская традиция сложилась якобы под влиянием греческих исторических рассказов и римской драмы. Считая, что античные авторы переносили близкие к ним события в далёкое прошлое, утверждал, что о ранних римских учреждениях известно якобы по источникам лишь I века до н. э. Сведения о царях и некоторых политических деятелях раннего Рима — результат смешения реальной истории с мифами об отдельных божествах (например, рассказ о Кориолане — измененный миф о боге Марсе).

## Сочинения
- La Sardegna prima del dominio romano: studi storici ed archeologici. — Roma, 1881
- Storia critica di Roma durante i primi cinque secoli. — V. 1—5. — Roma, 1913—1920.
- Storia della Sardegna e della Corsica durante il dominio romano. — V. 1—2. — Roma, 1921—1923.
- Storia di Roma dall’eta regia sino aIle vittorie su Taranto e Pirro. — Torino, 1934.
- Storia di Roma durante le guerre puniche. — V. 1—2. — Torino, 1935.